# Siegfried Vogt
Siegfried Vogt (* 23. Oktober 1912 in Dresden; † 23. Mai 1998) war ein deutscher Maler.
Der als Porträtmaler tätige Vogt absolvierte eine Ausbildung an der Dresdner Kunstakademie bei Otto Dix und Ferdinand Dorsch. Im Jahr 1937 erhielt er den Hugo-Göpfert-Preis der Hugo-Göpfert-Stiftung. Zu seinen bedeutendsten Werken zählen unter anderem die von ihm gefertigten Porträts von zehn IHK-Präsidenten. Nach dem Zweiten Weltkrieg war Vogt in Niederheuslingen im Siegerland wohnhaft und übte eine Lehrtätigkeit an Siegener Schulen aus. Er starb im Alter von 85 Jahren.

## Auszeichnungen
- 1937: Hugo-Goepfert-Preis

## Ausstellungen
- Kunstausstellung Gau Sachsen, Sächsischer Kunstverein Dresden, 13. Juni bis 22. August 1943